# Emilio Pérez Touriño
Emilio Pérez Touriño (Corunha, 8 de agosto de 1948) é um político espanhol. Foi presidente de Galiza de 2005 a 2009.

## Biografia
Foi secretário-geral do PSdeG (Partido Socialista da Galiza) desde 1998. Investido presidente da Junta de Galiza a 29 de Julho de 2005, tomou posse a 2 de Agosto.
Pérez Touriño fez estudos de especialização no Instituto de Investigação e Planificação do Desenvolvimento na Universidade de Grenoble, França. É doutor em Ciências Económicas e professor da Universidade de Santiago de Compostela, onde foi vice-reitor para Assuntos Económicos.
Touriño é também autor de múltiplos estudos sobre assuntos de desenvolvimento regional e economia agrária no âmbito da União Europeia. Prémio Nacional de Publicações Agrárias, Pérez Touriño dirigiu, ao mesmo tempo, trabalhos e publicações em relação com as infraestruturas e o crescimento económico da Galiza.
Durante a transição democrática foi dirigente estudantil e  militante activo progressista, tendo participado directamente no processo do Estatuto de Autonomía da Galiza e nos Pactos do Hostal que o possibilitaram.
Entrou na política pela mão de Abel Caballero quando este foi ministro dos Transportes, Turismo e Comunicações. Foi director do seu gabinete e, logo, subsecretário geral de Infraestruturas do Ministério de Obras Públicas, Transportes e Meio Ambiente. Em 1994 Roldán acusou-o de ter intervindo no pagamento de comissões, pelo que renunciou aos seus cargos políticos, embora rejeitasse sempre a sua implicação no caso. Regressou à docência durante dois anos.
Em 1998 substituiu Francisco Vázquez como secretário geral do PSdG. As relações entre os dois políticos não são as melhores devido à oposição deste último a chegar a qualquer acordo com o BNG. No último Congresso do PSOE perdeu o posto que tinha na Comissão Executiva Federal, mas conta, em princípio, com o apoio do secretário de organização, José Branco. A sua linha ideológica é galeguista e social democrata.